# Idriss Saadi
Idriss Saadi (Arabisch: إدريس سعدي) (Valence, 8 februari 1992) is een Algerijnse voetballer afkomst die bij voorkeur als aanvaller speelt. Hij tekende in augustus 2016 bij KV Kortrijk.

## Clubcarrière
Saadi speelde in de jeugd bij Chabeuillois, Arménienne Valence, ASOA Valence en Saint-Étienne. Op 28 augustus 2010 debuteerde hij voor Saint-Étienne in de Ligue 1 tegen RC Lens. In januari 2012 werd besloten om hem voor zes maanden uit te lenen aan Stade de Reims. Tijdens het seizoen 2012/13 werd Saadi uitgeleend aan Gazélec Ajaccio. In 2013 keerde hij terug bij Saint-Étienne, waar de spits echter weinig aan spelen toekwam. Daarom werd besloten om hem in januari 2014 van de hand te doen aan Clermont Foot. Saadi debuteerde voor Clermont Foot op 24 januari 2014 tegen Stade Laval. Na een seizoen bij Clermont vertrok Saadi naar Cardiff City FC. Die club leende Saadi in 2016 uit aan KV Kortrijk. Op 21 juli 2017 tekende Saadi een vierjarig contract bij RC Strasbourg. Hij debuteerde op 5 augustus 2017 tegen Olympique Lyon.

## Clubstatistieken
| Seizoen | Club                 | Land               | Competitie         | Duels | Doelp. |
| ------- | -------------------- | ------------------ | ------------------ | ----- | ------ |
| 2010/11 | AS Saint-Étienne     | Vlag van Frankrijk | Ligue 1            | 9     | 0      |
| 2011/12 | AS Saint-Étienne     | Vlag van Frankrijk | Ligue 1            | 7     | 0      |
| 2011/12 | → Stade Reims        | Vlag van Frankrijk | Ligue 2            | 10    | 1      |
| 2012/13 | AS Saint-Étienne     | Vlag van Frankrijk | Ligue 1            | 1     | 0      |
| 2012/13 | → Gazélec de Ajaccio | Vlag van Frankrijk | Ligue 2            | 32    | 7      |
| 2013/14 | AS Saint-Étienne     | Vlag van Frankrijk | Ligue 1            | 1     | 0      |
| 2013/14 | Clermont Foot        | Vlag van Frankrijk | Ligue 2            | 18    | 7      |
| 2014/15 | Clermont Foot        | Vlag van Frankrijk | Ligue 2            | 21    | 11     |
| 2015/16 | Cardiff City         | Vlag van Wales     | Championship       | 2     | 0      |
| 2016/17 | → KV Kortrijk        | Vlag van België    | Jupiler Pro League | 37    | 16     |
| 2017/18 | RC Strasbourg        | Vlag van Frankrijk | Ligue 1            | 26    | 4      |
| 2018/19 | RC Strasbourg        | Vlag van Frankrijk | Ligue 1            | 1     | 0      |
| 2019/20 | → Cercle Brugge      | Vlag van België    | Jupiler Pro League | 17    | 4      |
| 2020/21 | RC Strasbourg        | Vlag van Frankrijk | Ligue 1            | 7     | 0      |
| 2021/22 | SC Bastia            | Vlag van Frankrijk | Ligue 2            | 4     | 1      |
| Totaal  | Totaal               | Totaal             | Totaal             | 193   | 51     |

## Interlandcarrière
Saadi debuteerde op 6 juni 2017 in het Algerijns voetbalelftal in een oefeninterland tegen Guinee.
1 Petrović ·
3 Delaine ·
4 Sow ·
6 Lemaréchal ·
7 Moreira ·
8 Santos ·
9 Luković ·
10 Emegha ·
11 Sahi ·
12 Wiley ·
14 Mara ·
15 Nanasi ·
16 Risser ·
17 Diong ·
18 Mwanga ·
19 Diarra  ·
20 Perea ·
22 Doué ·
23 Sarr ·
24 Sylla ·
25 Gomis ·
26 Bakwa ·
28 Senaya ·
29 Doukouré ·
30 Johnsson ·
36 Bellarouch ·
40 Sebas ·
77 Sobol ·
Coach: Rosenior
· Assistent-trainer: Charaï